# Lego Star Wars II: The Original Trilogy
Lego Star Wars II: The Original Trilogy – komputerowa gra akcji wydana 12 września 2006, kontynuacja Lego Star Wars. Akcja gry toczy się w czasach oryginalnej trylogii Gwiezdnych wojen.
Wszystkie postacie, pojazdy itp. są wykonane z klocków Lego. Ta część tak jak poprzednia prezentuje w sposób humorystyczny uniwersum Gwiezdnych wojen. Zabawne są tu w szczególności przerywniki, które pokazują znane momenty z filmów.
W grze istnieje możliwość tworzenia własnego bohatera z wcześniej odblokowanych postaci, oraz przeniesienia odblokowanych w części pierwszej postaci (należy mieć na dysku zapis gry z części pierwszej).

## Postacie
Grywalne postacie pochodzą z oryginalnej sagi Star Wars (Epizodów IV-VI), m.in. Han Solo, Luke Skywalker, Ben Kenobi, Chewbacca, Boba Fett, Księżniczka Leia, C-3PO, R2-D2, Darth Vader, oraz Imperator Palpatine. Jeżeli gracz posiada zapisy gry z pierwszej części Lego Star Wars, może wtedy eksportować odblokowane tam 56 postaci. Eksportować nie można z odblokowywanych w ukrytym poziomie (Darth Vader, Leia, Szturmowiec i żołnierza Rebelii), oraz C-3PO, R2-D2, Yoda, Chewbacca, Darth Sidious i Gonk Droid, ponieważ te postacie pojawiają się w czasie gry i należy je odblokować w normalny sposób. Jednak przeniesienie postaci kosztuje 250 tys. monet Lego. Części odblokowanych postaci gracz może używać w trybie kreatora postaci.

## Pojazdy
Gracz ma możliwość wchodzenia do pojazdów oraz poruszania się nimi po planszy. Inaczej niż w części pierwszej, w której jazda pojazdem stanowiła oddzielny poziom. Opcja taka została dodana na prośbę fanów, którym nie przypadły do gustu rozwiązania z jedynki (Nadal są jednak poziomy, w których jedynie gracz steruje statkiem). Po wejściu gracza do pojazdu jego poziom życia jest pokazywany za pomocą metalicznych serduszek, pokazujących zniszczenia maszyny.
Na każdym poziomie ukrytych jest 10 minizestawów, zawierających części do miniaturki pojazdu z Gwiezdnych wojen. Za zebranie 10 minizestawów na jednym poziomie gracz dostaje 50 tys. monet Lego. Po uzbieraniu 180 minizestawów gracz otrzymuje bonus: Boba Fett's Slave I.
Statki do odblokowania w trybie fabularnym:
- X-wing
- Y-wing
- Snowspeeder
- Sokół Millennium

Statki jakie można kupić w kantynie w Mos Eisley:
- TIE Fighter
- TIE Interceptor
- TIE Advanced Vadera
- TIE Bomber
- Prom Imperialny